# Uamis
Uamis (em árabe: وامس; romaniz.: Uamis) é uma localidade do distrito de Jabal Algarbi, na Líbia.

## História
Acerca de 3 quilômetros de Uamis, no topo de uma colina que domina a planície circundante a leste do uádi homônimo, há um alcácer que recebe o mesmo nome. Ele é alcançado por uma estrada secundária que sai da via em direção a Gariã e Mizda. Foi analisado em 1995 e pelos resultados obtidos é uma das fortificações construída no século III junto da estrada entre Tenteu (Zintane) e Mizda no curso superior do uádi de Sofeguim. A estrutura mede cerca de 13,20 metros quadrados, é cercada por um fosso e foi construída em dois níveis, dos quais o segundo colapsou em grande parte. Sua entrada fica do lado leste e ela conduz para um pátio retangular do qual se abrem câmaras abobadadas. Sobre a entrada há uma torre de três andares com os cantos arredondados.

### Guerra Civil Líbia
Em 2011, meses após a Guerra Civil Líbia, eclodiu em Uamis uma disputa que acarretou na morte de ao menos 4 pessoas e que parou apenas quando os anciães locais concordaram com um cessar-fogo. Segundo jornalista de Reuters que estava no local, havia danos em edifícios causados por foguete ou artilharia que os locais afirmam ter vindo de Zintane.